# Тривиальный узел
Тривиальный узел (или незаузлённый узел, англ. unknot) — геометрический узел, объемлюще-изотопный стандартному вложению окружности в трёхмерную сферу, а также объемлюще-изотопический класс такого геометрического узла.
Под окружностью здесь подразумевается подмножество {\displaystyle S^{1}=\{(x,y)\,|\,x^{2}+y^{2}=1\}} евклидовой плоскости, а под стандартным вложением окружности в трёхмерную сферу – вложение {\displaystyle {\textrm {U}}\colon S^{1}\hookrightarrow \mathbb {R^{2}} \xrightarrow {h} \mathbb {R} ^{3}\cup \{\infty \}\cong S^{3}},
где {\displaystyle h(x,y)=(x,y,0)} или любое аналогичное отображение, отправляющее плоскость в одну из координатных плоскостей трёхмерного пространства.
Эквивалентно можно определить тривиальный узел как геометрический узел, который продолжается до гладкого вложения двумерного диска в трёхмерную сферу, а также объемлюще-изотопический класс такого геометрического узла. Иными словами, любой геометрический узел, для которого существует гладко вложенный в трёхмерную сферу двумерный диск, границей которого является этот геометрический узел, называется тривиальным узлом и все тривиальные узлы являются объемлюще-изотопными.
Узел, не являющийся тривиальным, принято называть нетривиальным узлом.
Тривиальный узел играет существенную роль в различных задачах теории узлов и обладает рядом уникальных свойств.

## Свойства

### Комбинаторные свойства
- Тривиальный узел – единственный узел, который допускает диаграмму без перекрёстков, иными словами число перекрёстков тривиального узла равняется нулю. Стоит отметить, что иногда[4] наличие диаграммы без перекрёстков принимается за определение тривиального узла.

Пусть {\displaystyle {\textrm {K}}\colon S^{1}\to \mathbb {R} ^{3}\cup \{\infty \}\cong S^{3}} – геометрический узел, причем {\displaystyle {\textrm {K}}(S^{1})\subset \mathbb {R} ^{3}}. Если узел {\displaystyle {\textrm {K}}} допускает диаграмму без перекрёстков, то, по определению, существует такая гиперплоскость в {\displaystyle \mathbb {R} ^{3}}, проекция множества {\displaystyle {\textrm {K}}(S^{1})} на которую является простой замкнутой кривой, лежащей в этой гиперплоскости. Зафиксируем и обозначим через {\displaystyle s\colon S^{1}\to S^{3}} произвольное вложение окружности в трёхмерную сферу, такое что {\displaystyle s(S^{1})} совпадает с этой кривой, лежащей в гиперплоскости. Кривая {\displaystyle s}, как кривая в {\displaystyle S^{3}}, объемлюще-изотопна простой замкнутой кривой {\displaystyle {\textrm {K}}} по построению. Не умаляя общности можно считать, что упомянутая выше гиперплоскость является, например, координатной {\displaystyle {\textrm {XY}}}-плоскостью в {\displaystyle \mathbb {R} ^{3}}. Известно, что любые две простые замкнутые кривые в плоскости объемлюще-изотопны друг другу как кривые в плоскости, то есть кривая {\displaystyle s} объемлюще-изотопна стандартному вложению окружности в {\displaystyle {\textrm {XY}}}-плоскость. Объемлющую изотопию {\displaystyle {\textrm {XY}}}-плоскости можно продолжить до изотопии всей трёхмерной сферы {\displaystyle S^{3}} тождественно по третьей координате, а потому кривая {\displaystyle s} и стандартное вложение окружности в трёхмерную сферу объемлюще-изотопны как кривые в {\displaystyle S^{3}}. Тогда по транзитивности геометрический узел {\displaystyle {\textrm {K}}} объемлюще-изотопен стандартному вложению окружности в трёхмерную сферу, а значит тривиален.

### Алгебраические свойства
- Ориентированный тривиальный узел является единичным элементом в моноиде узлов.
- Большинство численных мер сложности принимают (иногда по соглашению, как в случае с числом мостов) минимальные значения на тривиальном узле, иными словами, тривиальный узел оказывается «самым простым» во многих разумных смыслах. Так, например, 
  - число перекрёстков, число развязывания, род и тоннельное число[англ.] тривиального узла равняются {\displaystyle 0},
  - число мостов и индекс косы тривиального узла равняются {\displaystyle 1},
  - дуговое число тривиального узла равняется {\displaystyle 2},
  - число отрезков тривиального узла равняется {\displaystyle 3},

и это единственный для каждого перечисленного выше инварианта узел, на котором достигается соответствующее значение.
- Все классические полиномиальные инварианты узлов, такие как многочлен Александера, многочлен Джонса, многочлен Кауффмана и многочлен HOMFLY-PT, принимают на тривиальном узле значение {\displaystyle 1}. Но в отличие от мер сложности вопрос о единственности тривиального узла как принимающего единичное значение не так однозначен. Так, существует бесконечное количество нетривиальных узлов, значение многочлена Александера на которых равно {\displaystyle 1} (например, любое дублирование Уайтхеда удовлетворяет этому условию), а существование нетривиального узла с равным единице многочленом Джонса или многочленом HOMFLY-PT до сих пор является открытым вопросом.

### Простота тривиального узла
- Теорема: Тривиальный узел является простым узлом, то есть не допускает представления в виде связной суммы двух нетривиальных узлов.

Эквивалентная переформулировка теоремы о простоте тривиального узла вносит ясность в устройство моноида узлов, а именно, утверждает, что ни один нетривиальный элемент этого моноида не имеет обратного. Этот элементарный, но нетривиальный результат имеет несколько независимых доказательств.

### Топологические свойства
- Дополнение любого узла как трёхмерное многообразие имеет в качестве края тор, однако, по теореме Александера о торе, только тривиальный узел обладает дополнением, гомеоморфным полноторию. Кроме того, тривиальный узел это единственный узел, чья группа узла изоморфна {\displaystyle \mathbb {Z} }.
- Теорема Шарльманна: любой узел, смежный тривиальному в гордиевом графе переключения перекрёстков, является простым узлом. Иными словами, нельзя получить из составного узла тривиальный узел с помощью однократного применения переключения перекрёстков, то есть число развязывания любого составного узла строго больше единицы.[6]
- Тривиальный узел является расслоенным узлом.
- Тривиальный узел является срезанным узлом.

### Геометрические свойства
- Тривиальный узел является торическим узлом.
- Теорема Фари — Милнора:  Если вариация поворота геометрического узла {\displaystyle K} не превосходит {\displaystyle 4\pi }, то узел {\displaystyle K} является тривиальным.

### Алгоритмическое распознавание тривиального узла
Классический вопрос алгоритмической теории узлов — задача распознавания тривиального узла. Задача состоит в том, чтобы создать алгоритм, который по поданной на вход диаграмме узла выводил бы ответ, является ли данный узел тривиальным. Существует ряд алгоритмов, решающих эту задачу, однако основной вопрос на данный момент остаётся открытым, а именно, существует ли полиномиальный алгоритм распознавания тривиального узла. Стоит отметить, что диаграммы тривиального узла могут быть очень сложными как к визуальному, так и к машинному распознаванию. Классическим примером «трудной» диаграммы тривиального узла является так называемый «Гордиев узел Хакена».

### Числа развязывания
С тривиальным узлом связан ряд инвариантов, обобщённо называемых числа развязывания. Исторически первым подобным инвариантом было классическое число развязывания узла, то есть минимальное количество применений преобразования переключения перекрёстков, необходимое для превращения данного узла в тривиальный. Несколько позже, с развитием теории преобразований узлов, появились соответствующие инварианты и для других преобразований, например, число H(2)-развязываний или число Δ-развязываний.